# Instream River Training

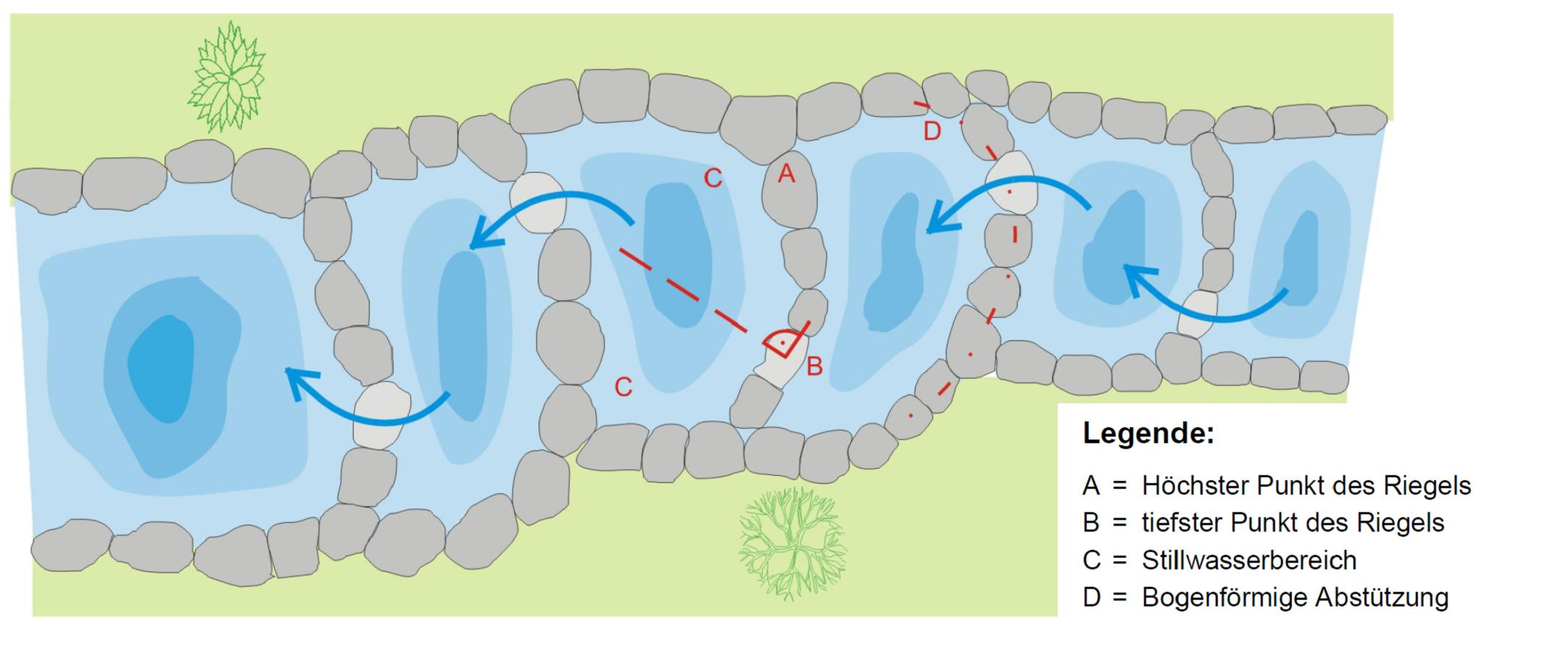
Schematische Darstellung einer Pendelrampe bei Niedrig- und Mittelwasserabfluss

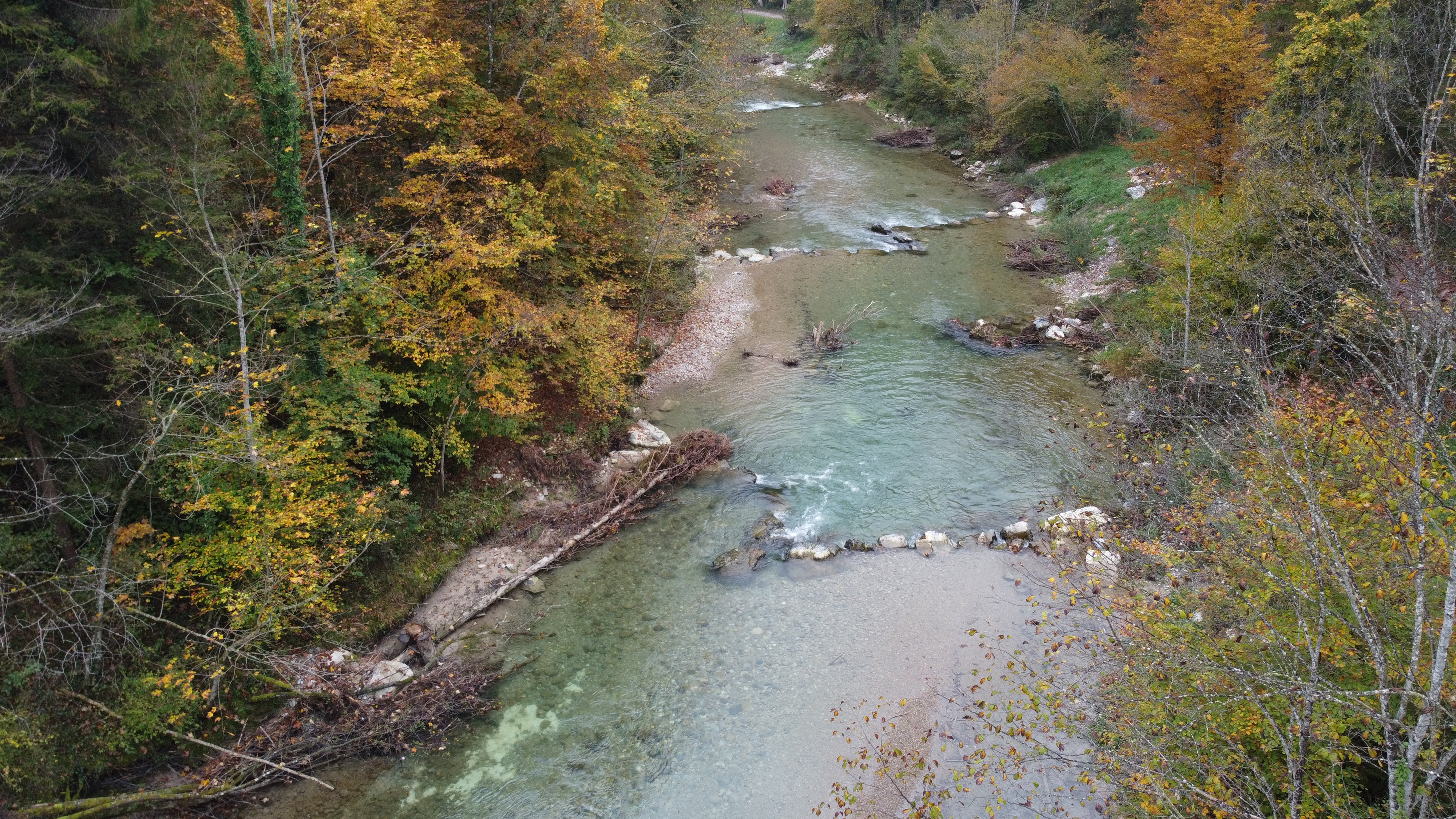
Strukturriegel in der Töss, Kanton Zürich mit ergänzenden ingenieurbiologischen Maßnahmen

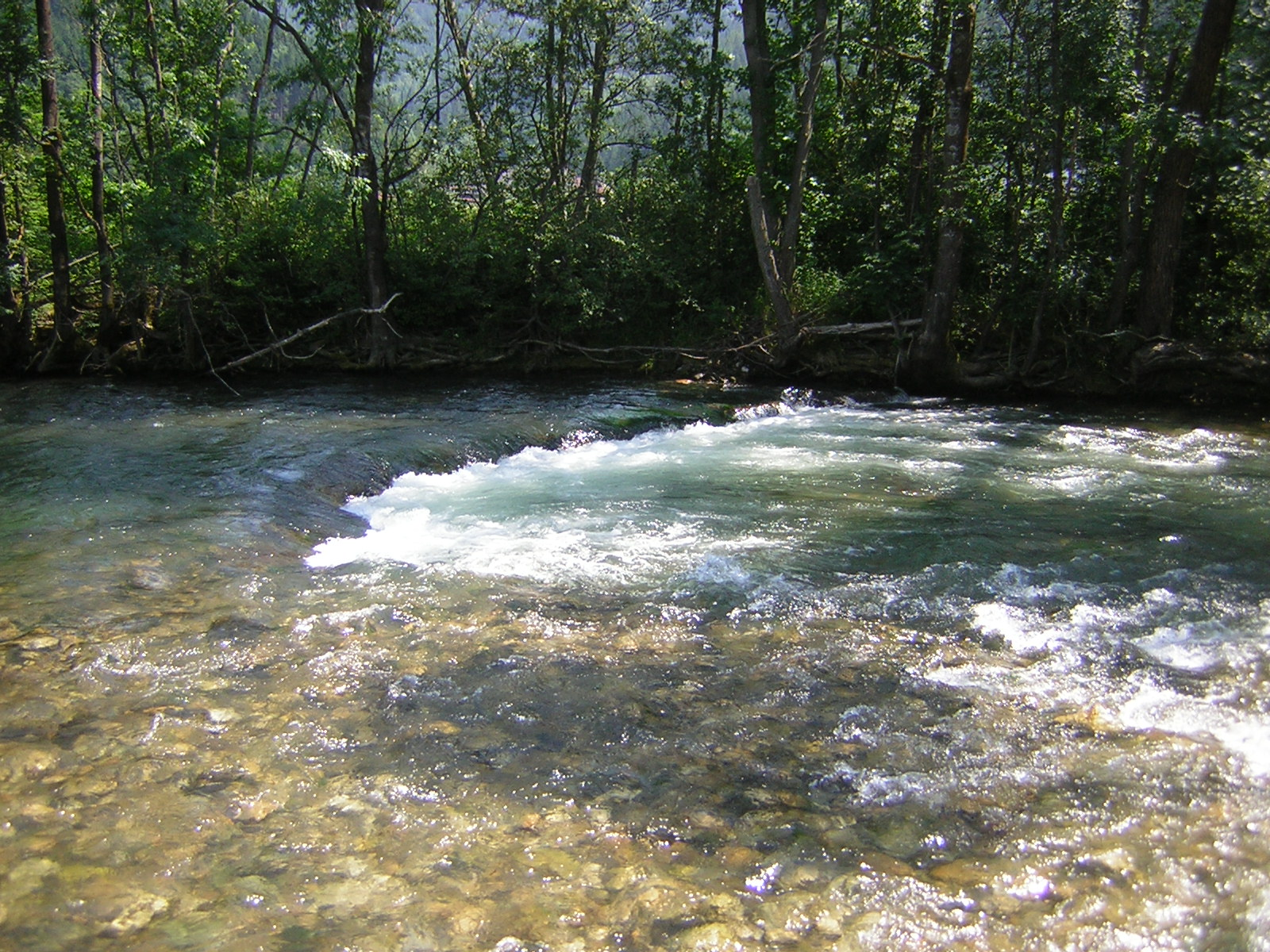
Strömungs- und Strukturvielfalt im Umfeld einer Lenkbuhne in der Mürz, Steiermark

"Energiekörper" von Viktor Schauberger (Quelle: Österreichisches Patentamt 1933)

Instream River Training (engl., dt. wörtlich übersetzt Flussbau im Stromstrich) ist eine Form des Flussbaus, bei der die Gewässer-Strömung als Ursache für Ufer- und Sohlen-Erosionen durch die Induzierung einer oder mehrerer Sekundärströmungen modifiziert wird. Hierbei kommen bereits bei Niedrigwasserabfluss überströmte Gewässereinbauten zum Einsatz.

## Ziele
Je nach Anwendungsgebiet wird mit der Strömungsmodifizierung mindestens eines der folgenden Ziele verfolgt:
- Gewässerstabilisierung unter weitgehendem Verzicht auf massive Maßnahmen (z. B. Blocksatz)
- Nachhaltiges Geschiebemanagement
- Initialisierung von Eigendynamik

## Bauweisen
Beim Instream River Training werden Lenkbuhnen, Strukturriegel und Pendelrampen eingesetzt. Alle drei Bauweisen werden aus naturnahen Materialien erstellt. Verwendet werden insbesondere formwilde Blocksteine, die häufig mit ingenieurbiologischen Baustoffen kombiniert werden. Für Pendelrampen als auch Lenkbuhnen gibt es Dimensionierungsrichtlinien.
Eine Bauweise, mit der ebenfalls gezielt Sekundärströmungen induziert werden, sind Iowa Vanes. Im Gegensatz zu Lenkbuhnen und Pendelrampen werden sie jedoch aus naturfernen Materialien wie Spundwänden und Betonkörpern mit Pfahlgründung erstellt und erst bei mittleren bis hohen Abflüssen überströmt. Iowa Vanes sind daher keine Bauweise des Instream River Trainings.

## Historie
Das Instream River Training wurde erstmals bereits in den 1920er Jahren durch den österreichischen Förster und Naturforscher Viktor Schauberger (1885–1958) umgesetzt, der schon 1930 schrieb:
"Man kann durch kleinere Einbauten dort, wo diese zum Schutze von Kulturgütern unvermeindlich werden, gewisse Verbesserungen schaffen, doch wäre es falsch, eine Regulierung des Flusses von seinen Ufern aus durchführen zu wollen, also nur die Auswirkungen, nicht aber die Ursachen zu bekämpfen."
Viktor Schauberger wurde vor allem durch seine Holzschwemmanlagen bekannt, für die er ein halbeiförmiges Querprofil verwendete, auf dem er in den Außenkurven Holzrippen befestigte. Durch die damit induzierten Sekundärströmungen wurde das geschwemmte Holz auch in Kurven stets in der Gerinnemitte transportiert, Verklausungen und Beschädigungen der Anlage wurden vermieden. In Fließgewässer baute Schauberger unter anderem "Energiekörper" zur Regulierung des Geschiebetransports ein.
Erst etwa 50 Jahre später wurde die Idee der Strömungsmodifizierung durch die Induzierung von Sekundärströmungen wieder verstärkt verfolgt. Jacob Odgaard entwickelte auf Grundlage der linearen Tragflügeltheorie die oben genannten Iowa Vanes, die sich jedoch trotz ihrer guten Wirksamkeit hinsichtlich Uferschutz und Geschiebemanagement zumindest in Europa nie wirklich durchsetzen konnten, was vermutlich auf die naturferne Ausführung zurückzuführen ist.
Unabhängig von der Forschung durch Odgaard wurden von Otmar Grober von der Baubezirksleitung Bruck an der Mur seit Anfang der 1990er Jahre aus der Praxis heraus die Bauweisen Lenkbuhne und Pendelrampe entwickelt. Im Vergleich zu den Iowa Vanes sind sie als deutlich naturnäher einzustufen und darüber hinaus auch bei großem Strömungsangriff geeignet.

## Gewässerökologische Wirkung
Im Rahmen von Monitorings wurden Lenkbuhnen und Pendelrampen seit 2005 eingehend untersucht. Es zeigte sich, dass ihr Umfeld durch eine große Strömungsdiversität gekennzeichnet ist, die mit Substratsortierungen und ausgeprägter Tiefenvarianz einhergeht. Dies gilt auch, wenn sie primär zur Stabilisierung umgesetzt wurden. Selbst auf der Rampe besteht, trotz guter stabilisierender Wirkung, eine ausgeprägte Dynamik. Ergänzende fischereibiologische Untersuchungen belegen eine deutliche Zunahme der Individuen- und Artenzahl.

## Belege
1. 1 2 3  Mende & Sindelar 2010.
2. ↑   Neuhaus et al. 2023
3. ↑  Mende & Gassmann 2009.
4. ↑  Sindelar 2011.
5. 1 2  Odgaard 2009.
6. ↑  Schauberger 1930.
7. ↑  Österreichisches Patentamt 1933.
8. ↑  Sindelar & Knoblauch 2009.
9. ↑  Pinter et al. 2009.
10. ↑  doi:10.3243/kwe2012.10.001
11. ↑  Matthias Mende: Naturnaher Uferschutz mit Lenkbuhnen - Grundlagen, Analytik und Bemessung -. 16. April 2014, doi:10.24355/dbbs.084-201412170929-0 (tu-braunschweig.dereceive [abgerufen am 24. April 2024]).